# Маккавеєво
Маккавеєво (рос. Маккавеєво) — станція Читинського регіону Забайкальської залізниці Росії, розташована на дільниці Заудинський — Каримська між станціями Нова (відстань — 14 км) і Дарасун (10 км). Відстань до ст. Заудинський — 605 км, до ст. Каримська — 40 км.